# Mogyorósi József
Mogyorósi József (Budapest, 1978. november 1. –) magyar labdarúgó, védő, többnyire a jobb oldalon játszik.

## Pályafutása

### Kecskeméti TE
2013 telén a Kecskeméti TE szerződtette. Élete első élvonalbeli gólját az Újpest elleni mérkőzésen, a másodikat a Haladás ellen szerezte.Mindkettőt fejesből.

## Sikerei, díjai
- Magyar bajnokság
  - 2.: 1997–98
  - 3.: 1998–99